# La sala del concejo del ayuntamiento de Ámsterdam
La sala del concejo del ayuntamiento de Ámsterdam es un cuadro del pintor Pieter de Hooch, realizado entre 1663 y 1665, que se encuentra en el Museo Thyssen-Bornemisza, Madrid.
La pintura holandesa del siglo XVII estuvo desmarcada de las corrientes que imperaban en Europa en esos tiempos. Su temática está influida por los gustos de la sociedad burguesa y se representan edificios públicos, como el de este cuadro.
Modelo claro de la maestría del pintor en la recreación de interiores muy decorados, con tonos cromáticos cálidos, la obra tiene como eje el punto central en el que se encuentra una pareja contemplando un cuadro.